# Občina Horjul
Občina Horjul je jednou z 212 občin ve Slovinsku. Nachází se ve Středoslovinském regionu na území historického Kraňska. Občinu tvoří 9 sídel, její rozloha je 32,5 km² a k 1. lednu 2017 zde žilo 2 980 obyvatel. Správním střediskem občiny je vesnice Horjul.

## Geografie
Střed občiny je vzdálen zhruba 17 km na západ od centra Lublaně. Občinou protéká potok Horjulščica, který pramení západně od vesnice Horjul. Potok teče východním směrem. Nadmořská výška území se pohybuje od zhruba 330 m na jihu až po 788 m (hora Kožljek) v severozápadní části.

## Pamětihodnosti
- renesanční kostel svatého Michaela archanděla v Samatorici
- kostel svatého Hermagora a Fortunáta v Korenu nad Horjulom

## Členění občiny
Občinu tvoří tato sídla: Horjul, Koreno nad Horjulom, Lesno Brdo, Ljubgojna, Podolnica, Samotorica, Vrzdenec, Zaklanec, Žažar.

## Sousední občiny
Sousedními občinami jsou: Dobrova-Polhov Gradec na severu a na východě, Vrhnika na jihu a na západě, na jihovýchodě se území dotýká Log-Dragomer.